# José Caetano da Silva Coutinho
José Caetano da Silva Coutinho, conhecido como Bispo Capelão-Mór (Caldas da Rainha, 13 de fevereiro de 1768 — Rio de Janeiro, 27 de janeiro de 1833), foi um sacerdote católico e político brasileiro. Foi deputado geral e senador do Império do Brasil, de 1826 a 1833.

## Biografia
Filho de Caetano José Coutinho, este por sua vez filho de Baltazar Dias Coutinho e de sua mulher Maria Teresa, sendo, portanto, primo de Antônio Maria da Silva Torres, herói da Independência da Bahia.
Em 1804, o então padre José Caetano foi nomeado arcebispo de Crangonor, na Índia. Em 4 de novembro de 1805, foi tornado bispo do Rio de Janeiro. Fora confirmada a sua nomeação pelo Papa Pio VII, em 26 de agosto de 1806 e a cerimônia de sagração como bispo da Diocese de São Sebastião do Rio de Janeiro, aconteceu em 15 de março de 1807, na Igreja de São Domingos, em Lisboa. Devido a invasão de Portugal pelas tropas napoleônicas, só conseguiu chegar no Rio de Janeiro no dia 25 de abril de 1808, tomando posse do cargo no dia 28, cargo esse que ocupou até seu falecimento.
Ao reformar o Seminário de São José, então formador do clero carioca, introduziu um plano de estudos de teologia moral no qual se aprofundava o conhecimentos dos atos humanos e suas leis. Instaurou assim um dos nascedouros do pensamento da psicologia no Brasil.
Na condição de Bispo do Rio de Janeiro, foi também nomeado, por carta régia de 3 de junho de 1808, capelão-mor da capela real, e na ausência do único Arcebispo do Brasil à época (D. Vicente da Soledade e Castro, o Arcebispo de Salvador, que, sendo leal a Portugal, estabelecera residência naquele país).
D. José Caetano da Silva Coutinho como capelão-mor, abençoou as núpcias de D. Pedro e presidiu o ato da Coroação do primeiro Imperador do Brasil, D. Pedro I; batizou-lhe ainda os filhos e assistiu aos últimos momentos de D. Maria I e a da Imperatriz D. Leopoldina.
Como político, foi Presidente do Régio Tribunal da Mesa de Consciência e Ordens; presidiu a primeira Assembleia Nacional Constituinte, após a Independência do Brasil, em maio de 1823.
Morreu de hepatite no dia 27 de janeiro de 1833. Foi sepultado na capela do Palácio da Conceição, no Rio de Janeiro.

## Condecorações
- Grã-Cruz da Imperial Ordem da Rosa
- Comendador da Imperial Ordem de Cristo